# Casa Pimentel de Mesquita
A Casa Pimentel de Mesquita localiza-se na rua da Conceição, na povoação e concelho de Santa Cruz das Flores, na ilha das Flores, nos Açores. Alberga a Biblioteca Municipal de Santa Cruz das Flores.
Abrigou um museu etnográfico, em cujo acervo se destacavam mobiliário e utensílios desde a época da sua edificação (século XVII) até meados do século XX, representando uma casa típica de Santa Cruz das Flores.
A casa encontra-se classificada como Imóvel de Interesse Público pela Resolução 152/89, de 5 de Dezembro.